# Gustavo A. Madero

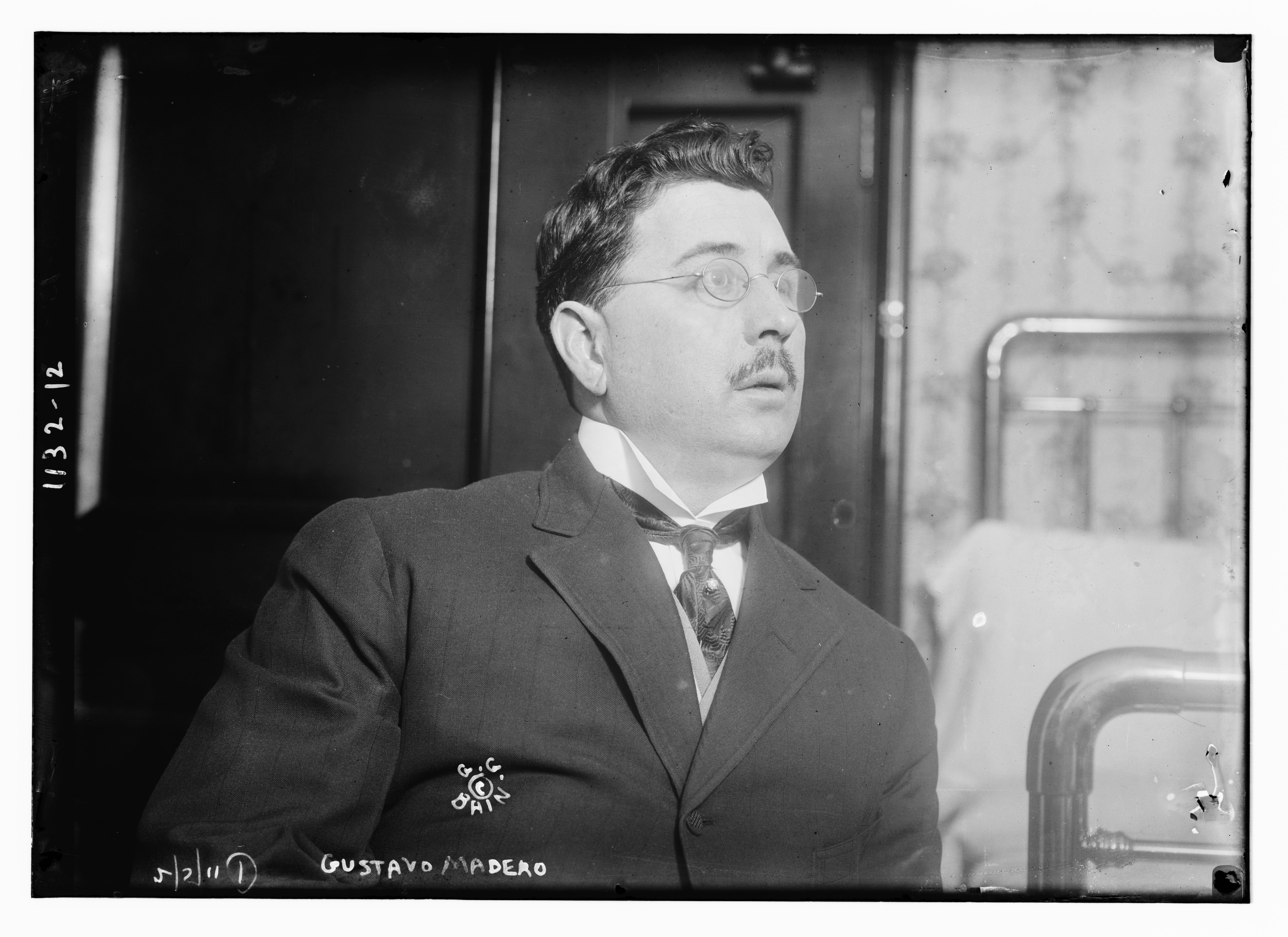
Gustavo A. Madero em 1911.

Gustavo Adolfo Madero González (Parras de la Fuente, 16 de janeiro de 1875 — Cidade do México, 19 de fevereiro de 1913) foi um empresário e político mexicano. É irmão de Francisco I. Madero, presidente do México entre 1911 e 1913.
Gustavo A. Madero participou da Revolução Mexicana, ocorrida em 1910 e que visava a destituição de Porfirio Díaz como Presidente do México, cargo que ocupava ininterruptamente desde 1884. Gustavo ocupou um assento na Câmara dos Deputados do México entre 1912 e 1913.
Desde 1931, o político dá nome a uma das demarcações territoriais da Cidade do México, designada Gustavo A. Madero.